# قلعة قورتان
قلعة قورتان هي قلعة تاريخية تعود إلى عصر الساسانيون، وتقع في قورتان، محافظة أصفهان.

## معرض الصور

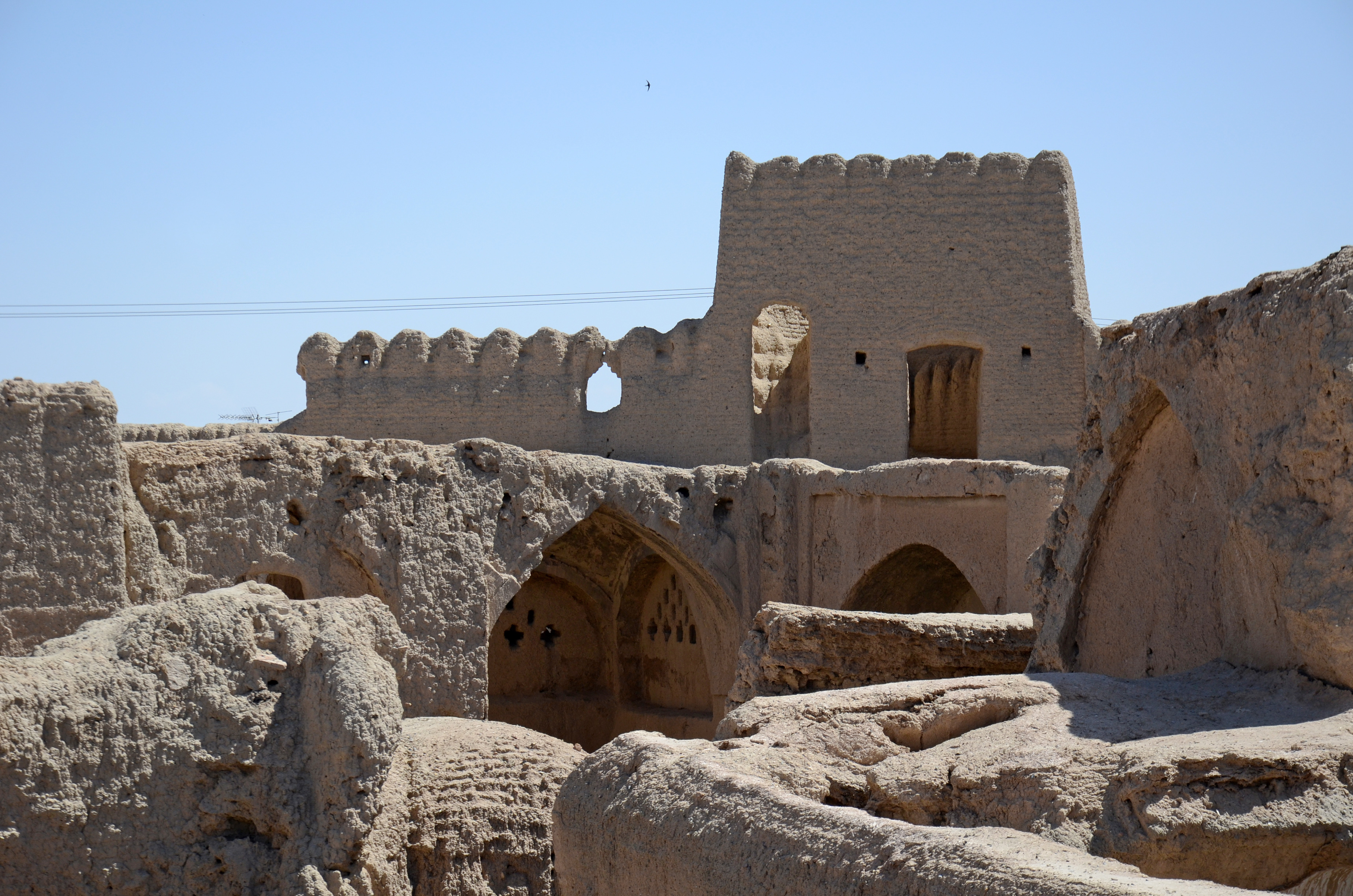
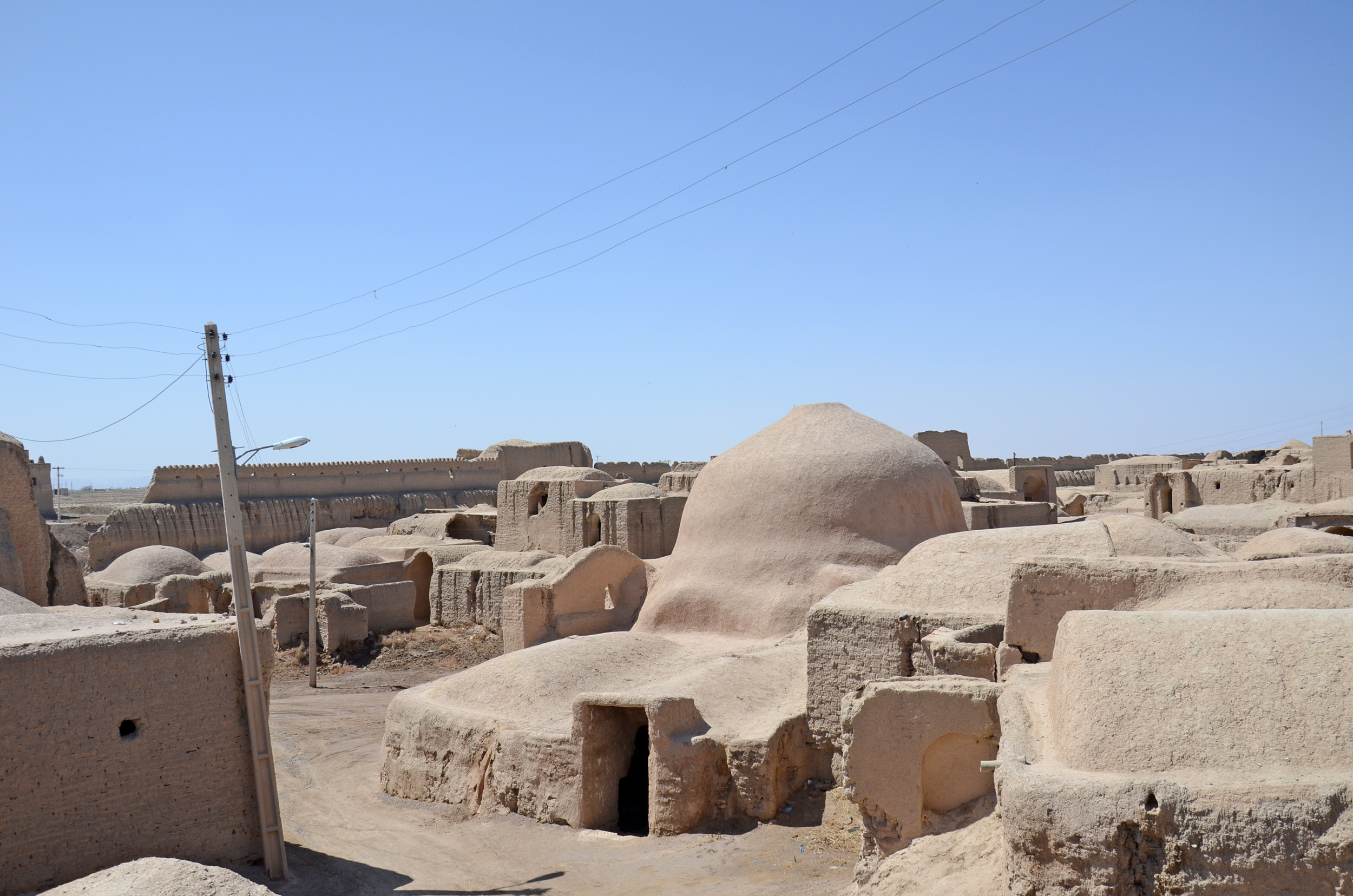
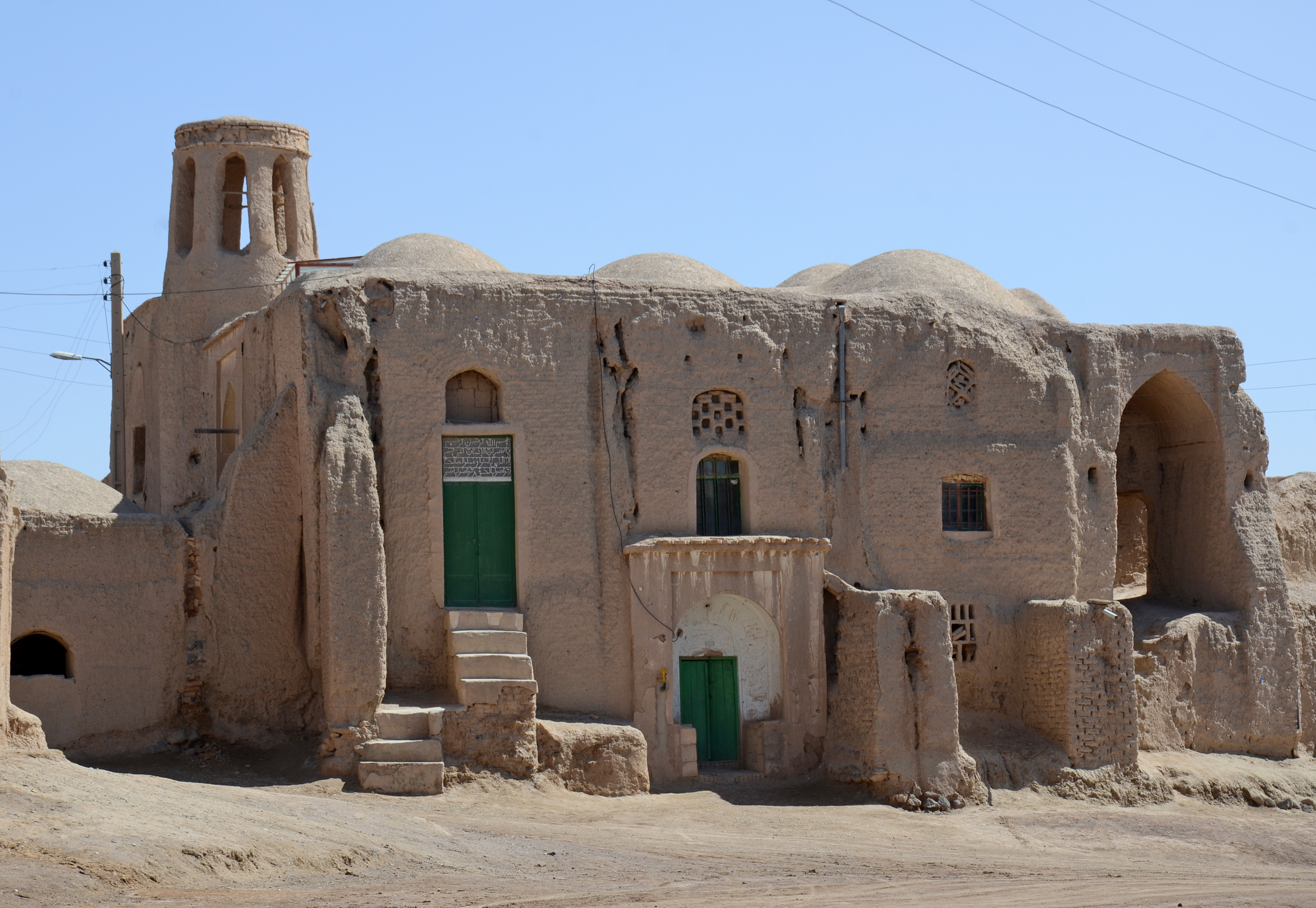
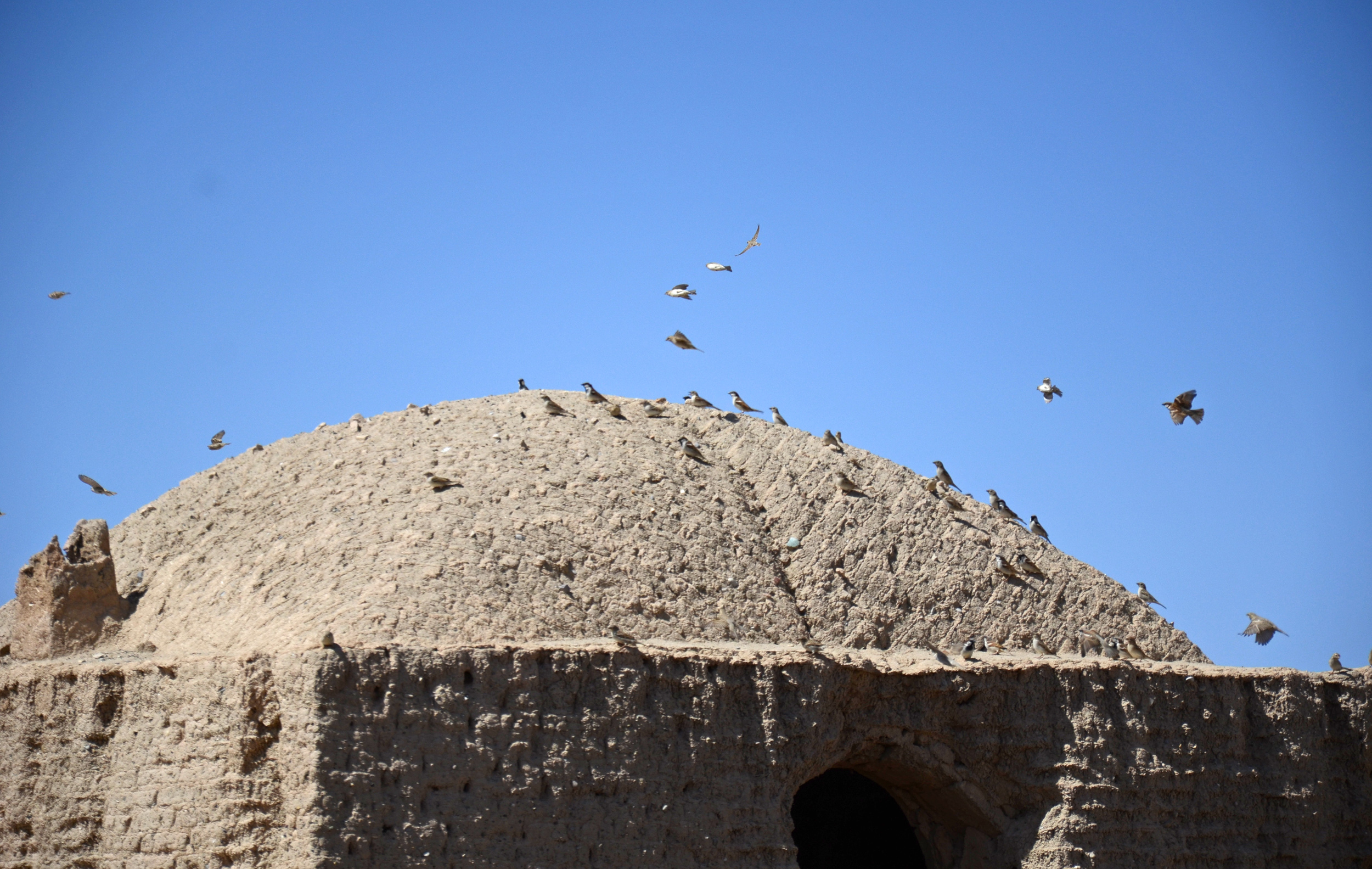